# Село имени А. Токмаганбетова
Село имени А. Токмаганбетова (каз. Тоқмағанбетов, до 1997 г. — Кызылту) — село в Сырдарьинском районе Кызылординской области Казахстана. Административный центр сельского округа им. Токмаганбетова. Код КАТО — 434849100.

## Население
В 1999 году население села составляло 1586 человек (818 мужчин и 768 женщин). По данным переписи 2009 года, в селе проживал 1521 человек (814 мужчин и 707 женщин).